# Jean-Luc Nancy

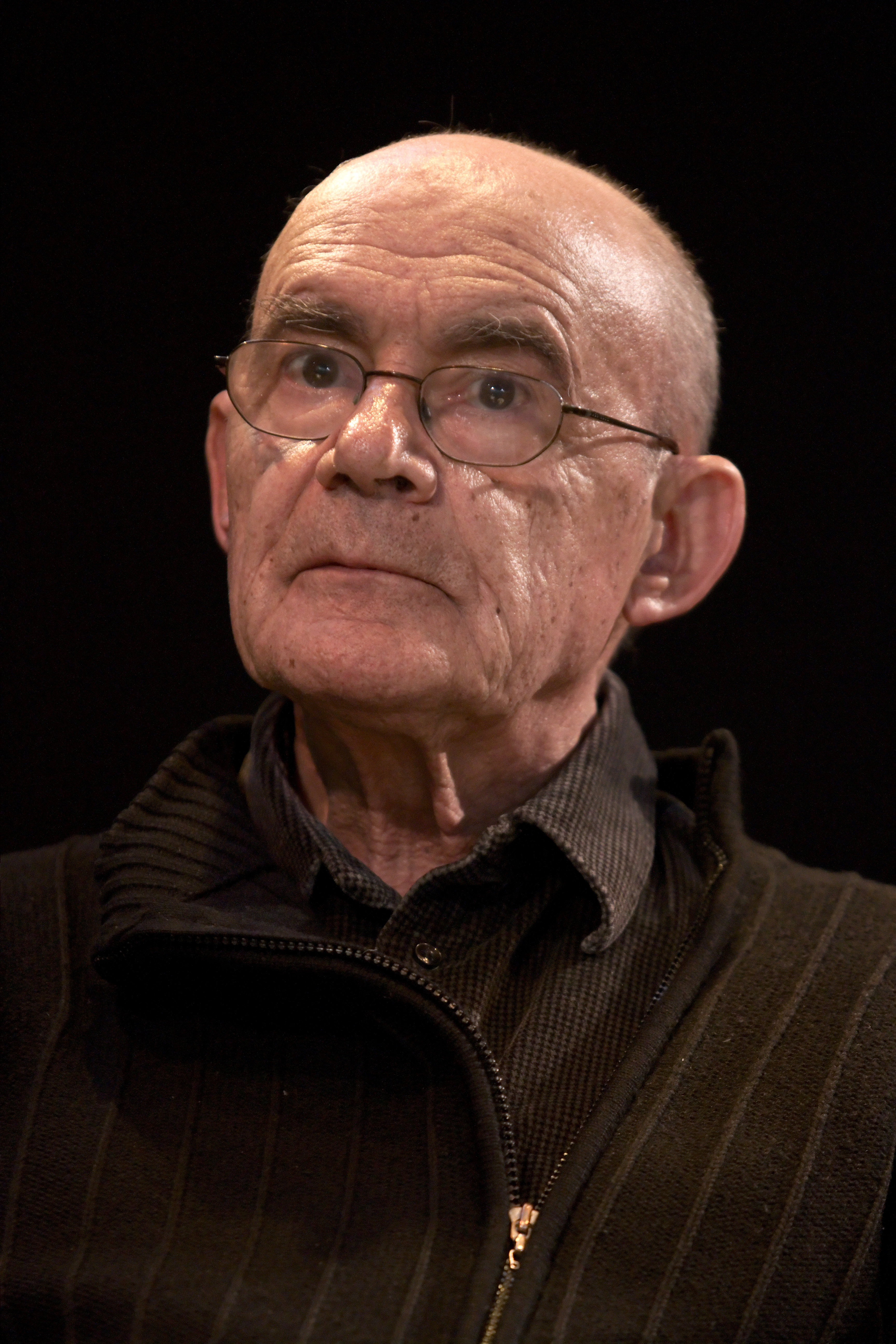
Jean-Luc Nancy (2010)

Jean-Luc Nancy (* 26. Juli 1940 in Caudéran (heute Bordeaux), Frankreich; † 23. August 2021 in Straßburg) war ein französischer Philosoph, der in der Tradition der Dekonstruktion und Phänomenologie stand.

## Leben
Nach seinem Studium der Philosophie in Paris promovierte er über Immanuel Kant bei dem Philosophen Paul Ricœur. 1968 wurde Nancy Assistent an der Université Marc Bloch in Straßburg, wo er später auch eine Professur für Philosophie erhielt. Er hielt Gastprofessuren in Berkeley, Berlin, Irvine und San Diego.

## Wissenschaftliche Arbeit
Nancy beschäftigte sich in seinem Werk mit verschiedenen Fragen über Philosophie, Literatur und Zeitgeschehen bis hin zur Ästhetik. Er engagierte sich auch im gesellschaftspolitischen Kontext, sodass er u. a. 1980 mit dem Philosophen Philippe Lacoue-Labarthe das Centre de Recherches Philosophiques sur la politique (Zentrum für philosophische Forschung über Politik) in Paris gründete. Mit diesem Experiment wollte Nancy ein Nachdenken über das Verhältnis von Philosophie und Politik fördern und im Zuge dessen die Frage stellen, ob einerseits von einer „politischen Differenz“ zwischen dem Politischen (le politique) und der Politik (la politique) sowie andererseits von einem Rückzug des Politischen (retrait) gesprochen werden könne. Vier Jahre später beendeten beide dieses Projekt, da sie das Ziel nicht in angemessener Art und Weise verwirklicht sahen. Im Weiteren thematisierte Nancy, stark beeinflusst vom Denken Martin Heideggers und Jacques Derridas, die Gemeinschaftlichkeit menschlichen Seins, wobei Nancy seinen Fokus auf das Mitsein legt, das er als „singulär plurales Sein“ zu einer Grundfigur seiner Philosophie konzeptualisierte. Mit dem singulär plural sein verweist Nancy auf die ontologische Ko-Konstitution des Einen und Vielen, weder kann das Singuläre ohne eine Pluralität noch das Plurale ohne Singularität bestimmt werden. Nancy verfolgt dezidiert einen ontologischen Ansatz, eine prima philosophia, welche er aber unter den Vorzeichen des Mit-seins neu schreibt. Jedoch ist auch diese philosophische Arbeit nie von ihren politischen Implikationen entkoppelt, da sich durch die Dekonstruktion der Gemeinschaft im singulär plural sein beispielsweise entscheidende Fragen von individueller und sozialer Identität stellen.
Darüber hinaus waren die religiösen Bewegungen der Neuzeit sowie die Auswirkungen von technologischem Fortschritt und Globalisierung ein wichtiges Arbeitsfeld von Nancy. Er forcierte in seiner Auseinandersetzung mit der von ihm bezeichneten „Dekonstruktion des Christentums“ einen integrativen Stil. Diese Tendenz wird beispielsweise in seiner Lesart des „Noli me tangere“ (Du mögest mich nicht berühren), das Christus gegenüber Maria von Magdala ausspricht, sehr deutlich. Nancy versuchte so, den Leib-Seele-Dualismus im abendländischen Denken zu durchbrechen.
In diesem Zusammenhang erwies sich insbesondere Nancys Buch L’Intrus / Der Eindringling. Das fremde Herz (2000) als einflussreich, wo er seine eigene Herztransplantation in einem philosophischen Text reflektiert. Auch in diesem durch seine Form der persönlichen Erfahrung innovativen Text wird die Vorstellung einer klar abgrenzbaren personalen Identität durch das Verschwimmen von Eigen- und Fremdheit der Körperlichkeit dekonstruiert.

## Kontroverse über Heidegger
Nachdem Nancy im Jahr 2017 in einem Beitrag in der französischen Zeitung Libération geäußert hatte, dass mit dem Disput um Heideggers NS-Vergangenheit die faschistischen Anteile der westlichen Zivilisationen „exorziert“ werden sollen, Heidegger dagegen aber schon in den 1930er Jahren auch Verachtung für den Nazismus gezeigt habe, kam es in der Folge des Widerspruchs darauf zu einer international geführten Debatte um Heideggers Rolle bezüglich der NS-Verbrechen.

## Trivia
Im Rahmen der Diskussion zur Corona-Pandemie unter europäischen Intellektuellen warnte er seinen Freund, den Philosophen Giorgio Agamben, vor Übertreibungen. Er erklärte ihm, warum es – rein empirisch betrachtet – falsch sei, die Corona-Pandemie zur normalen Grippe zu verniedlichen. Er erinnerte daran, wie ihm Agamben vor 30 Jahren riet, auf seine dringend nötige Herztransplantation zu verzichten und diese energisch zu einer Dummheit der modernen Medizin erklärt hatte. In einem seiner allerletzten Vorträge („Ausser Atem sein“), den er an der Tagung Thinking in Pandemic Times an der Universität Fribourg im Mai 2021 hielt, kam er hierauf noch einmal zu sprechen.
Unter der Regie von Claire Denis spielte Nancy in einem Teil von „Ten Minutes Older: The Cello“ (2002) mit, worin die Beziehung von Integration und Eindringen besprochen wird. Nancys Text „L’Intrus“ inspirierte Claire Denis zum gleichnamigen Film.

## Auszeichnungen
- 2006: Albertus-Magnus-Professur

## Werke

### Deutsche Ausgaben
- Cruor. Übersetzt von Alexander García Düttmann, diaphanes, Zürich 2022, ISBN 978-3-0358-0507-9.
- Vom Schlaf. Übersetzt von Esther von der Osten, diaphanes, Zürich 2022, ISBN 978-3-0358-0457-7.
- Ein allzumenschliches Virus. Übersetzt von Markus Sedlaczek. Herausgegeben von Peter Engelmann. Passagen Verlag. Wien 2021, ISBN 978-3-7092-0475-7
- mit Mathilde Girard: Mit eigenen Worten. Gespräch über den Mythos. Übersetzt von Boris Kränzel. Passagen Verlag, Wien 2021, ISBN 978-3-7092-0327-9
- Sexistenz. Übers. Thomas Laugstien. Diaphanes, Zürich 2019.
- Wozu braucht man Kunst? Verlag der Buchhandlung Walther König, Köln 2019.
- Jenseits der Stadt. Übers. von Rike Felka. Brinkmann und Bose, Berlin 2011. ISBN 978-3-940048-08-0.
- Von einer Gemeinschaft, die sich nicht verwirklicht. Übers. Esther von der Osten. Turia + Kant, Wien 2018
- mit Philippe Lacoue-Labarthe: Vom Buchstaben: zu Lacans Aufhebung der Philosophie. Übers. Ulrike Bondzio-Müller und Esther von der Osten. Turia + Kant, Wien 2018
- Der ausgeschlossene Jude in uns. Übers. Thomas Laugstien. Diaphanes, Zürich 2018
- Banalität Heideggers. (Banalité de Heidegger) Übers. Martine Hénissart, Thomas Laugstien. Diaphanes, Zürich 2017
- mit Alain Badiou: Deutsche Philosophie. Ein Dialog. Hg., Übers. Jan Völker. Berlin 2017, ISBN 978-3-95757-350-6
- Die verleugnete Gemeinschaft. Übers. Thomas Laugstien. Diaphanes, Zürich 2017
- mit Adèle van Reeth: Lust. (La jouissance, 2014) Übers. Isolde Schmitt. Passagen, Wien 2016. Mit zwei zusätzlichen Essays zum Thema Rühren, Berühren, Aufruhr. Körper der Lust.
- Trunkenheit. Übers. Esther von der Osten. Turia + Kant, Wien 2016, ISBN 978-3-85132-847-9
- Heimsuchung. Von der christlichen Malerei. Hg., Übers. Marco Gutjahr. Turia + Kant, Wien 2016, ISBN 978-3-85132-841-7
- Maurice Blanchot. Politische Passion. Hg., Übers. Jonas Hock. Turia + Kant, Wien 2016, ISBN 978-3-85132-774-8
- mit Philippe Lacoue-Labarthe: Das Literarisch-Absolute. Texte und Theorie der Jenaer Frühromantik. Übers. Johannes Kleinbeck. Turia + Kant, Wien 2016, ISBN 978-3-85132-810-3
- Das nackte Denken. Übers. Markus Sedlaczek. Diaphanes, Zürich 2014, ISBN 978-3-03734-208-4
- Äquivalenz der Katastrophen (nach Fukushima). Übers. Thomas Laugstien. Diaphanes, Zürich-Berlin 2013
- Vom Schlaf. Diaphanes, Berlin 2013
- Die Anbetung: Dekonstruktion des Christentums, 2. Diaphanes, Zürich 2012, ISBN 978-3-03734-181-0
- Es gibt – Geschlechtsverkehr. Diaphanes, Zürich 2012
- Jenseits der Stadt. Brinkmann & Bose, Berlin 2011, ISBN 978-3-940048-08-0
- Hegel. Die spekulative Anmerkung. Die Unruhe des Negativen. Diaphanes, Zürich 2011
- Die Lust an der Zeichnung. Passagen, Wien 2011
- Das Vergessen der Philosophie. Passagen, Wien 2010
- Identität: Fragmente, Freimütigkeiten. Passagen, Wien 2010
- Ausdehnung der Seele: Texte zu Körper, Kunst und Tanz. Diaphanes, Zürich 2010
- Zum Gehör. Diaphanes, Zürich 2010
- Wahrheit der Demokratie. Passagen, Wien 2009
- Die Liebe, übermorgen. Deutsche Erstausgabe. Edition questions im Salon Verlag, Köln 2009
- Noli me tangere. Diaphanes, Zürich 2008, Neuauflage 2019.
- Dekonstruktion des Christentums. Diaphanes, Zürich 2008
- Philosophische Chroniken. Diaphanes, Zürich 2009
- mit René Schérer: Ouvertüren. Diaphanes, Zürich 2008
- Nach der Tragödie. Legueil, Stuttgart 2008
- Die Annäherung. Deutsche Erstausgabe. Salon, Köln 2008
- Porträt und Blick. Legueil, Stuttgart 2007
- Die herausgeforderte Gemeinschaft. Diaphanes, Zürich 2007
- mit Federico Ferrari: Die Haut der Bilder. Diaphanes, Zürich 2006
- Am Grund der Bilder. Übers. v. Emmanuel Alloa. Diaphanes, Zürich 2006
- Evidenz des Films. Abbas Kiarostami. Übers. von Rike Felka. Brinkmann & Bose, Berlin 2005. ISBN 3-922660-92-4.
- Singulär plural sein. Übers. v. Ulrich Müller-Schöll. Diaphanes, Zürich 2004
- Die Erschaffung der Welt oder die Globalisierung. Diaphanes, Zürich 2002
- Corpus. Diaphanes, Zürich 2002. Neuausgabe: Diaphanes, Zürich 2024. ISBN 978-3-0358-0732-5.
- L’Intrus. Der Eindringling. Das fremde Herz. Übers. v. Alexander Garcia Düttmann. Merve Verlag, Berlin 2000
- Die Musen. Legueil, Stuttgart 1999
- Kalkül des Dichters. Legueil, Stuttgart 1997
- Das Gewicht eines Denkens. Parerga, Düsseldorf 1995
- Das Vergessen der Philosophie. Passagen, Wien 1987; wieder 2001
- Die undarstellbare Gemeinschaft. Patricia Schwarz, Stuttgart 1988
- Der unterbrochene Mythos. Patricia Schwarz, Stuttgart 1985

### Deutsche Ausgaben in Sammelwerken
- Philosophie und Bildung. Übers. Brigitta Restorff. In: Norbert Bolz (Hrsg.): Wer hat Angst vor der Philosophie? Schöningh, Paderborn 1982, ISBN 3-506-99353-4
- Die Bestimmung von Philosophie. Übers. Brigitta Restorff. In: Norbert Bolz (Hrsg.): Wer hat Angst vor der Philosophie? Schöningh, Paderborn 1982, ISBN 3-506-99353-4
- Mit Philippe Lacoue-Labarthe: Juden träumen nicht. In: Dieter Hombach (Hrsg.): Zeta 01. Zukunft als Gegenwart. Rotation, Berlin 1982, ISBN 3-88384-007-6 S. 92–117.
- Das unendliche Ende der Psychoanalyse. In: Dieter Hombach (Hrsg.): Zeta 02. Mit Lacan. Rotation, Berlin 1982, ISBN 3-88384-008-4.[18]
- Mit Philippe Lacoue-Labarthe: Noli me frangere. Übersetzt von Edmund Jacoby. In: Lucien Dällenbach, Christiaan L. Hart Nibbrig (Hrsg.): Fragment und Totalität. Suhrkamp, Frankfurt am Main 1984, ISBN 3-518-11107-8, S. 64–76.
- „Unsre Redlichkeit!“ Über Wahrheit im moralischen Sinn bei Nietzsche. Übersetzt von Werner Hamacher. In: Werner Hamacher (Hrsg.): Nietzsche aus Frankreich. Ullstein, Frankfurt am Main 1986, ISBN 3-548-35238-3.
  - Erweiterte und aktualisierte Neuausgabe:
    - Philo, Berlin 2003, ISBN 3-8257-0309-6.
    - Europäische Verlagsanstalt, Hamburg 2007, ISBN 978-3-434-46164-7, S. 225–248.
- Larvatus pro Deo. Übersetzt von Alexander García Düttmann. In: Volker Bohn (Hrsg.): Bildlichkeit. Suhrkamp, Frankfurt am Main 1990, ISBN 3-518-11475-1.
- Die Kunst: Ein Fragment. Übersetzt von Jean-Pierre Dubost. In: Jean-Pierre Dubost (Hrsg.): Bildstörung. Gedanken zu einer Ethik der Wahrnehmung. Reclam, Leipzig 1994, ISBN 3-379-01499-0.
- Euryopa: Blick in die Weite. Übersetzt von Ulrich Johannes Schneider. In: Ulrich Johannes Schneider, Jochen Kornelius Schütze (Hrsg.): Philosophie und Reisen. (= Leipziger Schriften zur Philosophie. 6). Leipziger Universitätsverlag, Leipzig 1996, ISBN 3-931922-07-3, S. 11–21.
- Un Souffle / Ein Hauch. Übersetzt von Bernd Stiegler. In: Nicholas Berg, Jess Jochimsen, Bernd Stiegler (Hrsg.): Shoah – Formen der Erinnerung: Geschichte, Philosophie, Literatur, Kunst. Wilhelm Fink Verlag, München 1996, ISBN 3-7705-3158-2, S. 122–129.
- Das Neutrale, die Neutralisierung des Neutralen. (als Vorwort) Übersetzt und herausgegeben von Marcus Coelen. In: Maurice Blanchot: Das Neutrale: Schriften und Fragmente zur Philosophie. Diaphanes, Zürich/Berlin 2010, ISBN 978-3-03734-019-6, S. 7–13.
- Das Bild: Mimesis & Methexis. Übersetzt von Emmanuel Alloa. In: Emmanuel Alloa (Hrsg.): Bildtheorien aus Frankreich. Eine Anthologie. Fink, Paderborn 2011, ISBN 978-3-7705-5014-2, S. 349–370.
- Von der Struktion. Übersetzt von Esther von der Osten. In: Erich Hörl (Hrsg.): Die technologische Bedingung: Beiträge zur Beschreibung der technischen Welt. Suhrkamp, Berlin 2011, ISBN 978-3-518-29603-5, S. 54–72

### Originalausgaben
- Vérité de la démocratie. Galilée, Paris 2008.
- Babel, ha! in Aris Fioretos: Babel. Für Werner Hamacher. Urs Engeler, Basel 2007, ISBN 978-3-938767-55-9, S. 304–309 (in Französisch)
- A plus d’un titre. Galilée, Paris 2007.
- Juste impossible. Bayard Centurion, Paris 2007.
- Tombe de sommeil. Galilée, Paris 2007.
- La Naissance des seins suivi de Péan pour Aphrodite. Galilée, Paris 2006.
- Iconographie de l’auteur. ebd., 2005 (mit Federico Ferrari).
- La déclosion. Galilée, Paris 2005.
- Nus sommes. La peau des images. Klincksieck, Paris 2003 (mit Federico Ferrari)
- The evidence of film. Yves Gevaert, Brüssel 2001.
- La pensée dérobée. ebd., 2001.
- Le regard du portrait. ebd., 2000.
- L’Intrus Galilée. Paris, 2000.
- Hegel. L’inquiétude du négatif. Hachette, Paris 1997.
- Être singulier pluriel. ebd., 1996.
- Les Muses Galilée. Paris, 1994.
- The birth to presence. Stanford University Press SUP, 1993
- Corpus Métailié. Paris, 1992.
- La comparution (politique à venir). Bourgois, Paris 1991 (mit Jean-Christophe Bailly).
- Le mythe nazi. La tour d’Aigues. L’Aube, 1991 (mit Philippe Lacoue-Labarthe)
  - Deutsche Ausgabe: Der Nazi-Mythos. In: Georg Christoph Tholen, Elisabeth Weber (Hrsg.): Das Vergessen(e). Anamnesen des Undarstellbaren. Turia + Kant, Wien 1997, ISBN 3-85132-120-0, S. 158–190.[19]
- Le poids d’une pensée. Le griffon d’argile. Québec, 1991.
- Une Pensée Finie. ebd., 1990.
- L’expérience de la liberté. Galilée, Paris 1988.
- Des lieux divins Mauvezin. T.E.R, 1987.
- L’oubli de la philosophie. Galilée, Paris 1986.
- L’Impératif catégorique. Flammarion, Paris 1983.
- La communauté désoeuvrée. Christian Bourgois, Paris 1983.
- Le retrait du politique. Cahiers du Centre de recherches philosophiques sur le politique, Galilée, Paris 1983 (mit Philippe Lacoue-Labarthe).
- Le partage des voix. Galilée, Paris 1982.
- Rejouer le politique: travaux du Centre de recherches philosophiques sur le politique, Galilée, Paris 1981 (mit Philippe Lacoue-Labarthe).
- Les Fins de l’homme. À partir du travail de Jacques Derrida, Galilée, Paris 1981 (mit Philippe Lacoue-Labarthe).
- Ego sum. Flammarion, Paris 1979.
- Le titre de la lettre. Une lecture de Lacan. Galilée, Paris 1975 (mit Philippe Lacoue-Labarthe)